# Jurij Łotman

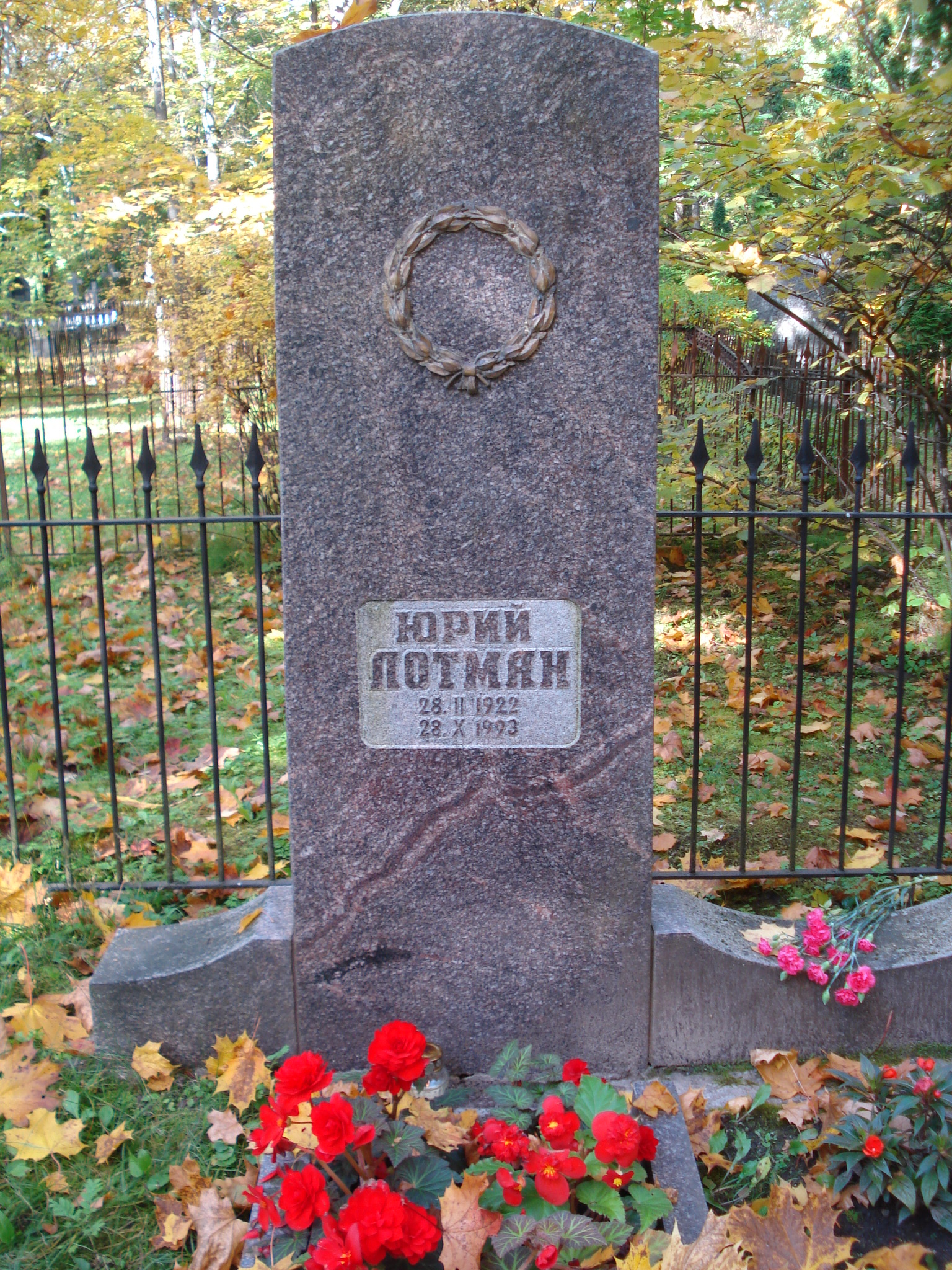
Nagrobek na cmentarzu w Tartu

Jurij Michajłowicz Łotman (ros. Ю́рий Миха́йлович Ло́тман, ur. 28 lutego 1922 w Petersburgu, zm. 28 października 1993 w Tartu) – rosyjski teoretyk, historyk, semiotyk kultury, estetyk.

## Życie i twórczość
Jurij Łotman urodził się w rodzinie pochodzenia żydowskiego, ojcem był prawnik Michaił Łotman, a matką wykształcona na Sorbonie dentystka Aleksandra Łotman. 
W 1942 odznaczony Orderem Czerwonej Gwiazdy. W 1950 ukończył studia na Uniwersytecie Leningradzkim i, nie mogąc uzyskać posady akademickiej w Rosji z uwagi na panujący antysemityzm (nie mógł ubiegać się o przyjęcie na studia doktoranckie), Łotman wyjechał do Estonii. W roku 1954 rozpoczął pracę jako wykładowca na Wydziale Języka i Literatury Rosyjskiej Uniwersytetu w Tartu, gdzie w 1963 r. objął profesurę, a później został kierownikiem tego wydziału.
Był założycielem i przewodniczącym słynnej Tartusko-Moskiewskiej Szkoły Semiotyki – grupy uczonych, powstałej około roku 1960, do której należeli m.in. Władimir Toporow i Boris Uspienski. W 1969 r. został wybrany na jednego z wiceprezydentów Międzynarodowej Organizacji Studiów Semiotycznych. Był członkiem wielu organizacji, między innymi The Social Sciences Council (UNESCO), American Society of Semiotics i Semiotic Society of Finland.
Ogłosił szereg rozpraw poświęconych historii rosyjskiej literatury i myśli społecznej na przełomie XVIII i XIX wieku. W pracach z zakresu poetyki zwracał szczególną uwagę na semantyzację wszystkich poziomów utworu poetyckiego, umożliwiającą modelowanie i przekaz szczególnie skomplikowanej informacji.
Początkowo fascynowała go metoda formalna, którą wykorzystywał do analizy poszczególnych tekstów. W późniejszym czasie rozszerzył swoje strukturalno-semiotyczne zainteresowania, zajmując się systemami kulturowymi. W swoich wczesnych pracach nawiązywał do Ferdinand'a de Saussure’a, poddając krytyce jego koncepcję znaku. Według Łotmana relacja pomiędzy znaczącym i znaczonym nie jest wcale arbitralna. Znak jest zawsze modelem dla swojej treści, co oznacza, że zawsze determinuje sens.
Napisał wiele rozpraw teoretyczno-literackich (m.in. Strukturę tekstu artystycznego) i biografii (m.in. Aleksander Puszkin).
W Semiotyce kina (1973) pojawiła się bardzo istotna dla Łotmana opozycja pomiędzy dwoma typami znaków: piktorialnymi lub ikonicznymi (sztuki wizualne) i konwencjonalnymi (słowa). Jeden z podstawowych argumentów tartuskiego semiotyka stanowi teza, że tekst jest mechanizmem generującym znaczenia. Języki naturalne są prymarnymi systemami modelującymi. Języki sztuki, kultury, religii, filozofii, literatury są wtórne wobec tych pierwszych.
W swoim opus magnum – Universe of the Mind (1990), Łotman wprowadził kategorię semiosfery, którą definiował jako przestrzeń semiotyczną konieczną dla egzystencji i funkcjonowania języków. Semiosfera jest czymś na podobieństwo biosfery – organicznej całości materii ożywionej, która jest podstawowym warunkiem kontynuacji życia. Poza przestrzenią znaków, poza przestrzenią kultury niemożliwa jest jakakolwiek komunikacja, niemożliwy jest jakikolwiek język. Człowiek porusza się zatem pomiędzy dwoma światami – światem biologicznym, który nie posiada żadnego sensu, albowiem nie ma języka, w którym ów sens mógłby zostać sformułowany, i światem semiotycznym, w którym zderzają się ze sobą różne słowa, języki, kody i dyskursy.
W roku 1988 po wyjeździe do Monachium doznał wylewu krwi do mózgu, z wyniku czego pojawiła się u niego dysleksja i dysgrafia. Jego kolejna pozycja Kultura i eksplozja była przez niego dyktowana, co przyczyniło się do zmiany formy rozprawy w stosunku do wcześniejszych książek, a jej recenzenci określili ją jako postmodernistyczną i "ironizującą'.
Jego żoną była Zara Mints - również semiotyczka i profesor literatury rosyjskiej na Uniwersytecie w Tartu oraz współautorka publikowanych prac naukowych.

## Tłumaczenia publikacji na język polski
Książki:
- Struktura tekstu artystycznego, Warszawa 1984, Państwowy Instytut Wydawniczy (Структура художественного текста, 1970)
- Semiotyka filmu, Warszawa 1983, Wiedza Powszechna, (Семиотика кино и проблемы киноэстетики, 1973)
- Aleksander Puszkin, Warszawa 1990, Państwowy Instytut Wydawniczy (Александр Сергеевич Пушкин: биография писателя, 1981)
- Uniwersum umysłu, Gdańsk 2008, Wydawnictwo Uniwersytetu Gdańskiego, ISBN 978-83-7326-509-7 (Universe of the Mind, 1990).
- Kultura i eksplozja, Warszawa 1999, Państwowy Instytut Wydawniczy, seria wyd. Biblioteka Myśli Współczesnej, ISBN 83-06-02741-8. (Культура и взрыв, 1992)
- Rosja i znaki. Kultura szlachecka w wieku XVIII i na początku XIX, Gdańsk 1999, Wydawnictwo słowo/obraz terytoria, ISBN 83-87316-98-9.

Teksty w antologiach:
- Semiotyka kultury Warszawa 1977, Państwowy Instytut Wydawniczy – antologia tekstów, wybór i oprac. E. Janus i M.R. Mayenowa, Warszawa 1975, zawiera m.in. tekst O semiotycznym mechanizmie kultury napisany z Borisem Uspienskim
- Semiotyka dziejów Rosji, Łódź 1993, Wyd. Łódzkie, s. 384 – antologia tekstów